# Кукунян, Саргис Мовсесович
Саргис (Саркис) Мовсесович Кукунян (арм. Սարգիս Մովսեսի Կուկունյան) —  армянский генерал удинского происхождения, участвовал в армянском национально-освободительном движении. Признан героем в Армении.

## Биография
Саркис Кукунян родился 23 января 1868 года в удинском селе Нидж Нухинского уезда Елизаветпольской губернии (ныне поселок в Кабалинском районе современного Азербайджана). Саркис Кукунян получил образование в местной школе, а в 1877 году при содействии епархиального инспектора уездных школ вардапета Вагана Тер-Григоряна был направлен в Духовную семинарию Геворкян в Эчмиадзине, где проходил обучение, получая ежемесячное содержание в размере 10 руб. от Бакинского Армянского благотворительного общества. 
В 6 классе выступил против царизма с 80 учениками школы, и был отчислен. После этого он поехал в Эривань, пытаясь получить образование в учительском семинарии, но ему было отказано. Саркис, пытается поступить в армянскую духовную семинарию Нерсесян, в один из главных армянских образовательных центров Закавказья. из Геворкяновской семинарии в Тифлис через уездную жандармерию поступает информационная сводка об отчисленных, и Саркис вынужденно прибегает к хитрости, меняя свою фамилию «Аветисян» на «Кукунян». Позже он отправляется в город Баку, и там начинает преподавать уроки армянского языка. В городе Петербург, он входит в круг молодежи и становится революционером. В 1890 прибывает в Тифлис, где встречается с Г.Арцуруни, после чего создаёт отряд из 100 человек для боёв с Османской армией в западной Армении. Григор Арцруни, на организацию похода Кукуняна дал 1000 рублей, а вдова писателя Раффи (1835—1888) подарила ему личный пистолет. 22 сентября 1890 года отряд во главе с Кукуняном перебирается в Карс, надеясь на помощь других армян. Отряд Кукуняна состоял из 20-25 летних парней, многие из которых не умели пользоваться холодным и огнестрельным оружием. По данным Моевского, группа С. Кукуняна состояла из 110 человек. При передвижении в Кагзван, на русской границе их уже ждали российские пограничные войска, казачья сотня и 150 пехотинцев Дербентского полка, и армянский отряд попадает в их клещи. Часть отряда рассеивается, а 43 человека, в том числе Кукунян, Епрем и Мовсисян были арестованы. Находясь в тюрьме, Кукунян записался в добровольцы в русско-японскую войну, для обороны Сахалина. В ходе установления на острове японской администрации Кукуняна случайно узнает один из японских офицеров, который ранее изучал у него русский язык.
В 1905 г. по общей амнистии был освобождён, в 1906 году вернулся на Родину, где восстал против местных богачей. В 1909 в Нидж где происходили массовые аресты, так же они коснулись и Кукуняна. Благодаря помощи влиятельных единомышленников Саркис снова оказался на свободе. В 1910 Кукуняна вновь арестовывают за революционную деятельность, и приговаривают к 15 годам тюремного заключения. в 1912 Армянская партия «Дашнакцутюн», организует побег Кукуняна из Елизаветпольской губернии, однако его вновь арестовывают спустя 17 дней. В этой же тюрьме он умер из-за проблем со здоровьем.